# Orlando Jordan
Orlando Mason Jordan (Salem, 21 aprile 1974) è un ex wrestler statunitense, noto per i suoi trascorsi in WWE tra il 2003 e il 2006.

## Carriera

### World Wrestlng Entertainment

#### Competizione singola (2003–2004)
Jordan fece il suo esordio il 31 maggio 2003 a Velocity sconfiggendo Jamie Noble. Il suo debutto a SmackDown! avvenne il 26 giugno al Madison Square Garden dove perse contro John Cena. Dopo aver continuato a lottare principalmente a Velocity, perse contro Brock Lesnar in un match non valevole per il WWE Championship il 29 gennaio 2004.

#### The Cabinet (2004–2005)
Dopo qualche mese d'assenza, tornò il 5 agosto a SmackDown! dove perse contro René Duprée. Nella stessa sera divenne un heel dopo aver salvato John "Bradshaw" Layfield (JBL) da The Undertaker. La settimana seguente si unì al Cabinet di JBL dove venne nominato "Chief of Staff", nella stessa serata, perse contro The Undertaker per squalifica dopo un attacco di JBL nei confronti di Undertaker.
Nella puntata di SmackDown del 3 marzo 2005, grazie all'intervento dei Basham Brothers, Jordan conquistò lo United States Championship battendo John Cena, il quale era in faida con Layfield da alcuni mesi. Il 21 agosto 2005, a SummerSlam, perse il titolo contro Chris Benoit in un match durato soli venticinque secondi; nelle settimane successive venne sconfitto dal Rabid Wolverine in altri quattro incontri dalla durata molto breve.
Nel gennaio del 2006, dopo lo scioglimento del Cabinet, Jordan si intromise nella faida per lo United States Championship tra Chris Benoit e Booker T, proponendo a quest'ultimo di sostituirlo quando si infortunò alla caviglia e necessitava di un rimpiazzo per la Best of Seven Series, che in quel momento stava conducendo per 3-2; nonostante la dimostrazione di solidarietà, egli fu deriso dal Bookerman, che invece preferì concedere il suo posto a Randy Orton. Per vendicarsi, Jordan decise di intervenire durante il sesto incontro della serie, colpendo Benoit alle spalle in modo da farlo vincere per squalifica e portare il punteggio totale sul 3-3. Il 13 gennaio, durante l'ultimo match della serie, arrivò nuovamente sul ring per impedire a Orton di effettuare la RKO, ma il Legend Killer riuscì ad aggiudicarsi la contesa grazie ad un'interferenza di Booker T, che quindi diventò il nuovo United States Champion.
Il 26 maggio 2006 Jordan venne rilasciato dalla WWE.

### Circuito indipendente (2006–2020)
Dal 2006 al 2010 Orlando Jordan lottò in diverse federazioni indipendenti tra cui l'italiana Nu-Wrestling Evolution. Il 19 aprile 2008, durante la tappa di Barcellona del tour spagnolo, conquistò l'NWE World Heavyweight Championship battendo Romeo Roselli, ma perse il titolo poche settimane dopo contro Ultimate Warrior.

### Total Nonstop Action (2010–2011)
Orlando Jordan debuttò nella Total Nonstop Action Wrestling nella puntata del 4 gennaio 2010, durante un segmento nel backstage insieme a D'Angelo Dinero. Il suo match d'esordio lo vide uscire sconfitto contro lo stesso Dinero, ma nella rivincita della settimana successiva riuscì a vincere approfittando di un infortunio al ginocchio dell'avversario. Il 16 maggio 2010, a Sacrifice, perse contro Rob Terry in un match valido per il Global Championship e al termine dell'incontro effettuò un turn-heel.
L'11 luglio 2011 Jordan venne rilasciato dalla TNA.

## Nel wrestling

### Mosse finali
- Double knee backbreaker
- Reverse STO

### Manager
- Amy Weber
- Jillian Hall

### Soprannomi
- "Chief of Staff"

### Musiche d'ingresso
- Too Much Mustard di Jim Johnston
- Do It Big di Silkk the Shocker
- US Promise di Silkk the Shocker
- Simply the Greatest di Dale Oliver

## Titoli e riconoscimenti
- Adelaide Championship Wrestling
  - ACW Championship (1)
- All Action Wrestling
  - AAW Championship (1)
- Australian Wrestling Entertainment
  - AWE Heavyweight Championship (1)
- High Risk Pro Wrestling
  - HRPW World Heavyweight Championship (1)
- Maryland Championship Wrestling
  - MCW Heavyweight Championship (1)
- Nu-Wrestling Evolution
  - NWE World Heavyweight Championship (1)
- Pro Wrestling Illustrated
  - 82º tra i 500 migliori wrestler singoli nella PWI 500 (2011)
- World Wrestling Entertainment
  - WWE United States Championship (1)
- Wrestling Observer Newsletter
  - Worst Gimmick (2010)